# Calamus poilanei
Calamus poilanei är en enhjärtbladig växtart som beskrevs av Conrard. Calamus poilanei ingår i släktet Calamus och familjen Arecaceae. Inga underarter finns listade i Catalogue of Life.